# Croomia pauciflora
Croomia pauciflora là một loài thực vật có hoa trong họ Stemonaceae. Loài này được (Nutt.) Torr. miêu tả khoa học đầu tiên năm 1840.